# آبشار میل‌میلگی
آبشار میل‌میلگی (به انگلیسی: Milmilgee Falls) آبشاری است که در کنز (استرالیا) واقع شده و ارتفاع کلی ریزشگاه آن ۸ متر است.